# Dynastia Xia
Dynastia Xia (ok. 2070–1600 p.n.e., chiń. 夏朝; pinyin Xià Cháo; Wade-Giles Hsia Ch’ao) – najstarsza dynastia wyróżniana w chińskiej historiografii, m.in. w Zapiskach historyka i Kronice bambusowej. Jej istnienie nie jest jednoznacznie potwierdzone przez wykopaliska archeologiczne, dlatego określa się ją jako półlegendarną. 
Według tekstów z okresu Walczących Królestw założycielem dynastii był Wielki Yu, który otrzymał tron od Shuna.
Wielu chińskich archeologów uważa, że Dynastia Xia wywodzi się z kultury Erlitou. Ten pogląd nie jest podzielany przez zagranicznych badaczy, bowiem nie zachowały się żadne pisemne świadectwa dotyczące kultury Erlitou. Naukowcy zgadzają się, że potrzebne są dalsze wykopaliska w celu pełnej weryfikacji historyczności dynastii Xia.

## Okres rządów
Dokładne daty rządów dynastii Xia są dyskusyjne. Według tradycyjnych kalkulacji historyka Liu Xina z okresu Xin, dynastia Xia rządziła w latach 2205–1766 p.n.e., a według Kroniki Bambusowej - w latach 1989–1558 p.n.e. 
Według współczesnych historyków chińskich, którzy pracowali w ramach zleconego przez rząd w Pekinie projektu chronologicznego Xia-Shang-Zhou (夏商周断代工程, 1996–2000), rządy dynastii Xia przypadały na okres między 2070 a 1600 rokiem p.n.e.

## Znaczenie w chińskiej historiografii
W chińskim piśmiennictwie władcy Xia byli opisywani jako wzór moralności, mądrości, pracowitości i odwagi. Tradycja ta wywodzi się z koncepcji Mandatu Niebios promowanej przez konfucjanistów w okresie Wschodniej Dynastii Zhou. W myśl tej koncepcji, okres Xia był złotym wiekiem, na którym powinni wzorować się współcześni władcy. Jedynie ostatni z królów Xia, Jie, miał być ciemiężycielem, przeciw któremu nastąpił bunt i władzę przejęła dynastia Shang. W okresie Han konfucjańska interpretacja stała się oficjalną ideologią cesarstwa.

## Władcy dynastii Xia
| Imiona pośmiertne (Shi Hao 諡號)1                                                    | Imiona pośmiertne (Shi Hao 諡號)1 | Imiona pośmiertne (Shi Hao 諡號)1 | Imiona pośmiertne (Shi Hao 諡號)1 | Imiona pośmiertne (Shi Hao 諡號)1                    |
| L.p.                                                                                 | Okres pan.2                       | chiń.                             | Hanyu pinyin                      | Uwagi                                                |
| ------------------------------------------------------------------------------------ | --------------------------------- | --------------------------------- | --------------------------------- | ---------------------------------------------------- |
| 1                                                                                    | 45                                | 禹                                | Yǔ                                | zwany Wielkim Yu; znany też jako Si Wenming (姒文命) |
| 2                                                                                    | 10                                | 啟                                | Qǐ                                |                                                      |
| 3                                                                                    | 29                                | 太康                              | Tai Kang                          |                                                      |
| 4                                                                                    | 13                                | 仲康                              | Zhòng Kāng                        |                                                      |
| 5                                                                                    | 28                                | 相                                | Xiāng                             |                                                      |
| 6                                                                                    | 21                                | 少康                              | Shào Kāng                         |                                                      |
| 7                                                                                    | 17                                | 杼                                | Zhù                               |                                                      |
| 8                                                                                    | 26                                | 槐                                | Huái                              |                                                      |
| 9                                                                                    | 18                                | 芒                                | Máng                              |                                                      |
| 10                                                                                   | 16                                | 泄                                | Xiè                               |                                                      |
| 11                                                                                   | 59                                | 不降                              | Bù Jiàng                          |                                                      |
| 12                                                                                   | 21                                | 扃                                | Jiōng                             |                                                      |
| 13                                                                                   | 21                                | 廑                                | Jǐn                               |                                                      |
| 14                                                                                   | 31                                | 孔甲                              | Kǒng Jiǎ                          |                                                      |
| 15                                                                                   | 11                                | 皋                                | Gāo                               |                                                      |
| 16                                                                                   | 11                                | 發                                | Fā                                |                                                      |
| 17                                                                                   | 52                                | 桀                                | Jié                               | znany również jako Lü Gui (履癸 Lǚ Guǐ)              |
| 1 Czasem imię panującego jest poprzedzane nazwą dynastii Xia (夏), np. Xia Yu (夏禹) |                                   |                                   |                                   |                                                      |
| 2 Przypuszczalny okres panowania w latach                                            |                                   |                                   |                                   |                                                      |
| Zobacz też tabele: Władcy Chin przedcesarskich                                       |                                   |                                   |                                   |                                                      |